# Rubilepis costata
Rubilepis costata är en skalbaggsart som beskrevs av Marc Lacroix 1993. Rubilepis costata ingår i släktet Rubilepis och familjen Melolonthidae. Inga underarter finns listade i Catalogue of Life.